# Song Renqiong
Song Renqiong (chino: 宋任穷 o 宋韵琴; 11 de julio de 1909  –  8 de enero de 2005) fue político chino, general del Ejército Popular de Liberación de la República Popular China.
Song nació en Liuyang, provincia de Hunan. Durante la primera guerra sino-japonesa, fue vicedirector del departamento político de la 129.ª División. Al final de la guerra civil china, fue vice comisario político del Ejército del Campo Noreste.
Luego del establecimiento de la RPCh en 1949, fue secretario del Comité del Partido Comunista de China (PCCh) en la provincia de Yunnan, vicesecretario del Buró del Suroeste del PCCh, vicesecretario-general del Comité Central del PCCh, ministro n.º 2, n.º 3 y n.º 7 del Departamento de Industria Mecánica, y Secretario n.º 1 del Buró del Noreste del PCCh. Fue Vicepresidente de la 4.ª y 5.ª. Conferencia Consultiva Política del Pueblo Chino. Fue miembro alterno del Politburó del 8.º. Comité Central del PCCh, secretario del Secretariado Central del 11.er. Comité Central del PCCh, y miembro del politburó del 12.º
Fue Vicepresidente del  Comité Central de la Conferencia Consultiva Política. Falleció a los 96 años en Pekín, luego de padecer una enfermedad. Aunque Song Renqiong falleció antes de Zhao Ziyang, el solicitó que su arreglo floral con unad dedicatoria estuviese en el funeral de Zhao.
Fue Presidente Honorario de la Asociación China de Voleibol.